# شكلية (فن)
في تاريخ الفن، الشكلية هي دراسة الفن من خلال تحليل ومقارنة الشكل والأسلوب. تشمل مناقشته أيضًا طريقة صنع الأشياء وجوانبها المرئية أو المادية البحتة. في الرسم، تؤكد الشكلية على العناصر التركيبية مثل اللون والخط والشكل والملمس والجوانب الإدراكية الأخرى بدلاً من المحتوى أو المعنى أو السياق التاريخي والاجتماعي. في أقصى حدودها، تفترض الشكليات في تاريخ الفن أن كل ما هو ضروري لفهم عمل فني موجود في العمل الفني. يعتبر سياق العمل، بما في ذلك سبب إنشائه، والخلفية التاريخية، وحياة الفنان، أي جانبه المفاهيمي خارجيًا عن الوسط الفني نفسه، وبالتالي فهو ذو أهمية ثانوية.